# Islas del Comandante
Las islas del Comandante, islas Komandorski o islas Komandórskiye (en ruso: Командо́рские острова́ Komandórskiye ostrová) es un grupo de islas del Ártico, el grupo más occidental de las islas Aleutianas, localizado 175 km al este de la península de Kamchatka, en aguas del mar de Bering.
Administrativamente pertenecen al krai de Kamchatka de la Federación de Rusia.

## Geografía
Las islas del Comandante son el grupo más occidental de las islas Aleutianas, aunque estén separadas del resto de la cadena por varios cientos de kilómetros. El grupo consiste en la isla de Bering (95 km por 15 km), isla Medni (55 km por 5 km), y quince pequeñas islas e islotes, la mayor de las cuales son Toporkov Kamen (Puffin Rock, 0.15 km²) e isla Ariy, que están entre 3 y 13 km al oeste de isla de Bering. 
El relieve es un poco diverso, abarcando montañas muy plegadas, mesetas volcánicas, terrazas planas y montañas bajas. El origen geológico es volcánico, son antiguos volcanes de hace mucho tiempo extintos que surgieron al borde de las placas del Pacífico y norteamericana. El punto más elevado es el pico de Steller (755 m) en la isla de Bering. El punto más alto en la isla de Medny es el pico Stenjeger (647 m). 
El clima es templado y marítimo, con frecuentes precipitaciones (220-240 días/año). Los frescos veranos son notoriamente neblinosos.

## Población
La única localidad habitada permanente es la aldea de Nikolskoje en el extremo noroeste de la isla de Bering, con una población estimada de 750 habitantes en 2005. La población está compuesta casi en su totalidad de rusos (2/3) y aleutas (1/3). La mayoría de las islas, así como gran parte del hábitat marino adyacente (36.486,79 km²), es considerado parte de la «Reserva Natural de las islas del Comandante» («Komandorsky Zapovednik»). La economía se basa principalmente en la pesca, la recolección de setas, la administración de la reserva natural, el ecoturismo, y los servicios públicos.
Los habitantes, rusos y aleutas cazan ballenas y pescan peces y otros animales marinos.

## Historia natural
Debido a la alta productividad de la plataforma del mar de Bering y la vertiente del Pacífico y su lejanía de la influencia humana, las islas del Comandante se caracterizan por una gran abundancia de animales marinos y una relativa escasez de organismos terrestres.
En particular, un número significativo de osos marinos árticos (unos 200 000 ejemplares) y león marino de Steller (aproximadamente 5000 ejemplares) residen aquí en el verano, tanto en las colonias de reproducción y cría como en las no reproductivas lance-outs. La nutria marina (Enhydra lutris), la foca común (Phoca vitulina) y la foca manchada (Phoca largha) son también abundantes. De hecho, la población de la nutria marina es estable y, posiblemente, cada vez mayor, a pesar de que su población está disminuyendo precipitadamente en el resto de las islas Aleutianas.
Las aguas vecinas ofrecen importantes de alimentación, invernada y la migración de hábitat para muchas especies de ballenas, muchas de las cuales están amenazadas o en peligro de extinción. Entre estas se encuentran el cachalote, la orca, varias especies de ballena picuda, la marsopa, la ballena jorobada y varios tipos de ballenas francas.
La mucho menos diversa fauna terrestre incluye dos subespecies endémicas de zorro ártico (Alopex lagopus semenovi y A. l. beringensis). Aunque relativamente a salvo ahora, estas poblaciones han sido diezmadas en el pasado debido al comercio de pieles. La mayoría de las otras especies terrestres, incluidos los renos silvestres, el visón americano, y la rata han sido introducidas a las islas por el hombre.
Más de un millón de aves marinas se reúnen para anidar en las muchas y grandes colonias que hay a lo largo de la casi totalidad de los acantilados costeros. Las especies más comunes son el fulmar del Norte, el arao común (Uria aalge), el arao de Brunnich (Uria lomvia), el Guillemot Pigeon (Cepphus columba), el  frailecillo corniculado (Fratercula corniculata) y el frailecillo de cola grande (Fratercula cirrhata), además de varias especies de cormoranes y gaviotas, incluida la local Rissa brevirostris, que anida sólo en muy pocas otras colonias en el mundo. Anátidas y escolopácidos también son abundantes a lo largo de las depresiones y valles de los ríos de la isla de Bering, aunque en gran medida están ausentes de isla Medny. Aves migratorias notables con hábitat crítico de anidación o alimentación en las islas, incluyen especies tales como el eider de Steller, el chorlito dorado del Pacífico (Pluvialis fulva) y el charrán aleutiano. Las aves rapaces en las islas son el pigargo de Steller (Haliaeetus pelagicus) y el halcón gerifalte. En total, más de 180 especies de aves se han registrado en las islas del Comandante.
La fauna píscicola vive en los rápidos y cortos ríos y arroyos de la zona montañosa y está compuesta principalmente por salmónidos migratorios, como la trucha ártica (Salvelinus alpinus), la Dolly Varden, la trucha manchada de negro, el salmón Chinook,  el salmón Sockeye, el salmón Coho y el salmón rosado. 
La isla de Bering era el único hábitat conocido de la vaca marina de Steller (Hydrodamalis gigas), un inmenso sirenio (más de 4000 kg) similar al manatí. La vaca marina fue cazada hasta la extinción en los cuarenta años que siguieron a su descubrimiento en 1741. El cormorán de Pallas (Phalacrocorax perspicillatus), un gran pájaro esencialmente no volador de la familia del cormorán, fue llevado de manera similar a la extinción alrededor de 1850.
No hay verdaderos bosques en las islas del Comandante. La vegetación está dominada por líquenes, musgos y las diferentes asociaciones de plantas pantanosas con poca hierba y árboles enanos. Umbelíferas muy altas son también son comunes. No hay anfibios o reptiles.

## Historia

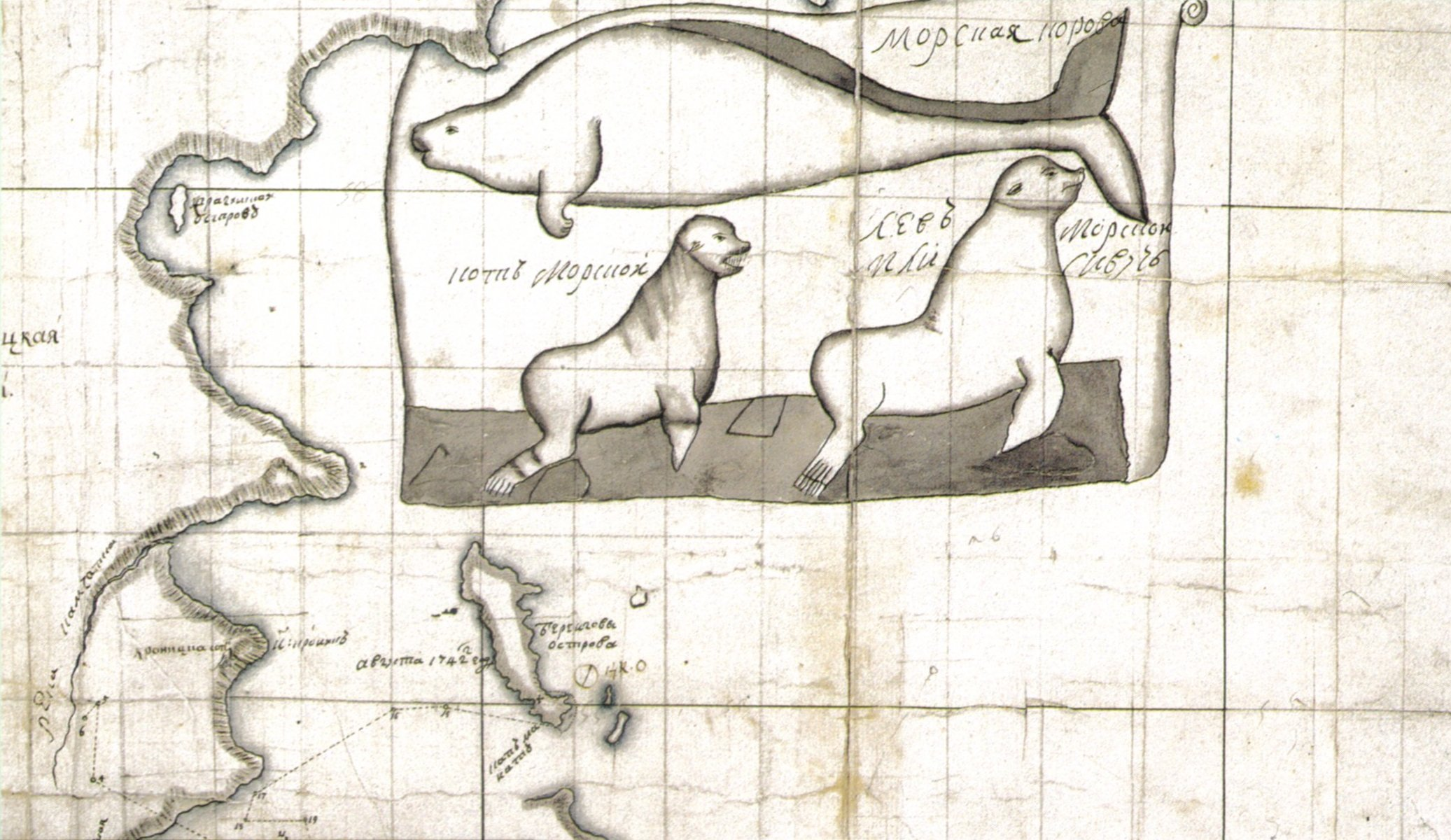
Detalle del primer mapa de la parte oriental de Kamchatka, que incluye las islas del Comandante, con dibujos del oso marino ártico y la vaca marina de Steller, dibujados por un miembro de la expedición de Bering, S. Khitrov.

La isla fue descubierta por el explorador ruso Semyon Dezhnev en 1684 y pasaron a ser parte del territorio del Imperio ruso. 
Las islas del Comandante reciben su nombre en honor al comandante Vitus Bering, que murió allí el 19 de diciembre de 1741 después de que su barco, el Sviatoi Piotr (San Pedro), naufragara en la entonces deshabitada isla de Bering a su regreso de Alaska en la segunda expedición a Kamchatka. Bering pereció en la isla junto con gran parte de la tripulación. Su tumba está marcada en la isla de Bering por un modesto monumento. Alrededor de la mitad de los miembros de la tripulación lograron sobrevivir al invierno, en parte gracias a la abundancia de vida silvestre, en particular la recientemente descubierta vaca marina, y los esfuerzos del naturalista y médico Georg Wilhelm Steller, que curó el escorbuto a muchos de los hombres al obligarles a comer algas.
Finalmente, los supervivientes reconstruyeron un pequeño barco a partir de los restos del San Pedro y encontraron el camino de regreso a Kamchatka, fuertemente cargados con valiosas pieles de nutria marina. El descubrimiento de las nutrias marinas provocó la gran carrera de búsqueda de pieles de «Promyshlenniky», que llevó a la expansión de Rusia en Alaska. La vaca marina de Steller, cuyo hábitat se limitaba aparentemente al lecho de algas marinas alrededor de la isla de Bering, fue exterminada hacia 1768.

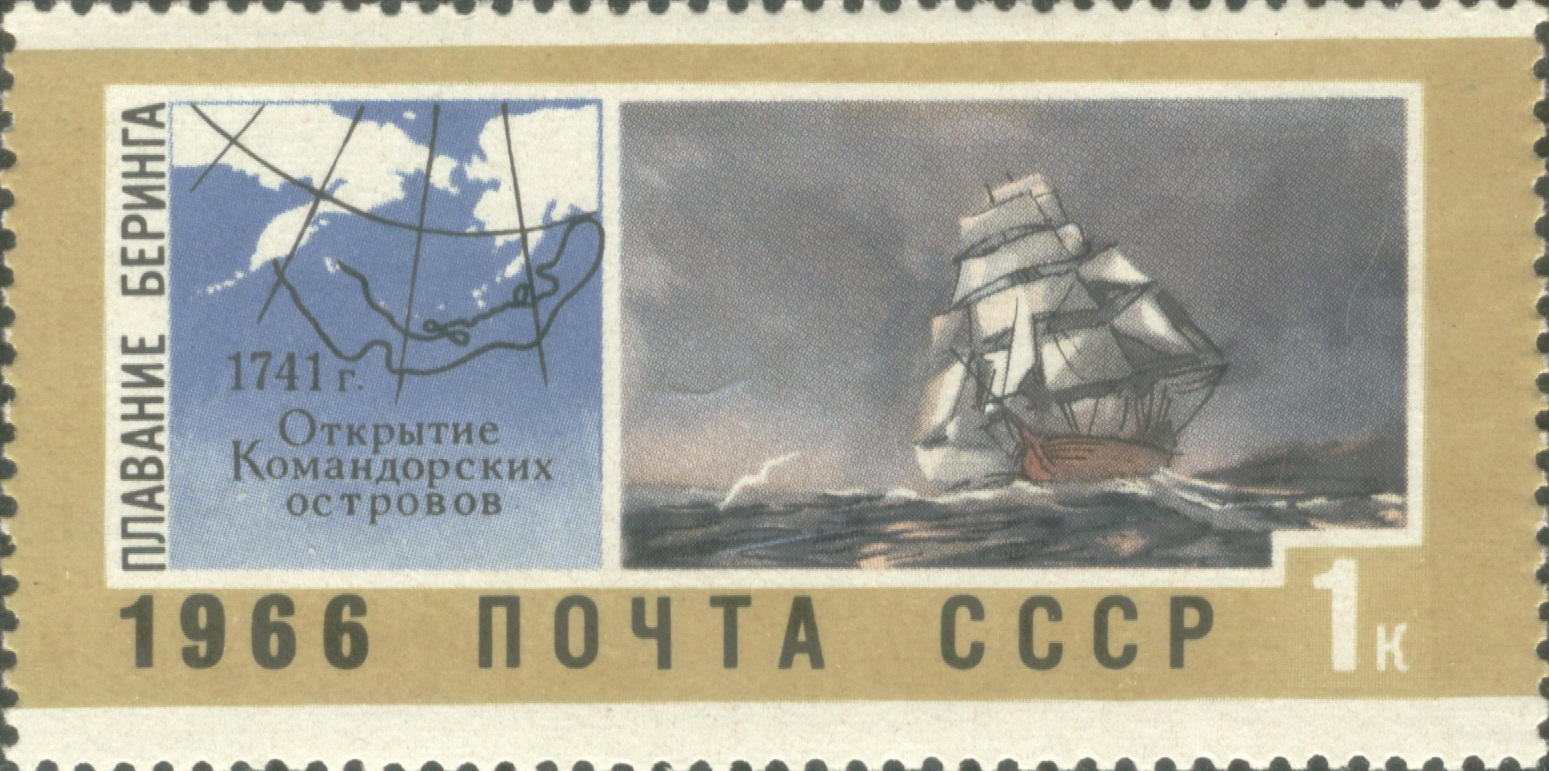
Sello de la Unión Soviética de 1966, representando el segundo viaje de Bering y el descubrimiento de las islas Comandante.

A principios de 1825, la Compañía ruso-americana trasladó colonos aleutas (Unangas) desde las islas Aleutianas a las islas del Comandante para la caza de focas. La mayoría de los aleutas que habitan en la isla de Bering llegaron de la isla Atka y los que vivían en la isla de Medny llegaron de la isla de Attu, hoy en día posesiones ambas de los EE. UU. Un idioma mixto llamado aleutiano Mednyj, con raíces aleutianas, pero inflexiones verbales rusas, se ha ido desarrollando entre los habitantes de la isla. 
En marzo de 1943, durante la II Guerra Mundial, tuvo lugar la batalla de las Islas Komandorski a 160 km al sur de estas islas.

## Disputas territoriales
Dos grupos más pequeños de islotes rocosos cerca de la isla Medny, Rocas del león de Mar (Сивучий Камень, Sivuchy Kamen) y Rocas de la nutria marina (Камни Бобровые, Kamni Bobrovyye), son considerados por algunas personas como territorio de los EU. Sin embargo, el gobierno de los EU. no hace ninguna reclamación de las islas, y las reconoce como territorio ruso.